# Gens Gèl·lia
La gens Gèl·lia (en llatí Gellia gens) va ser una gens romana d'origen samnita establerta a Roma després de la Segona Guerra Púnica.
El primer dels Gel·li que va aconseguir un consolat va ser Luci Gel·li Publícola, cònsol l'any 72 aC, però el membre més famós d'aquesta gens és probablement el gramàtic Aule Gel·li, que va viure entre el 115 i el 180.
Dos general amb aquest nom apareixen a les guerres samnites: Gel·li Estaci (Segona guerra samnita) derrotat i fet presoner l'any 305 aC, i Gel·li Egnaci o Ignaci (a la tercera guerra samnita). En temps de Marc Porci Cató Censorí apareix un Gneu Gel·li que va acusar Luci Turi. Un altre Gneu Gel·li, probablement fill de l'anterior, va ser un historiador romà contemporani dels Gracs. Un altre Luci Gel·li Publícola va ser qüestor amb Marc Antoni, i encara un altre Luci Gel·li Publícola va ser cònsol en temps de Calígula.
Com a cognomen només consten els de Cane (Canus) i el de Poplícola o Publícola (Plopicola).